# Golf van Baratti
De Golf van Baratti (Italiaans: Golfo di Baratti) is een kleine baai in het zuidoosten van de Ligurische Zee ten noorden van de Etruskische stad Populonia (gemeente Piombino) in de Toscaanse provincie Livorno. De baai meet ongeveer een bij anderhalve kilometer en wordt omgeven door tal van archeologische vindplaatsen uit zowel de Etruskische als de Romeinse tijd, verenigd in het Parco Archeologico di Baratti e Populonia. De baai is vernoemd naar het plaatsje Baratti, net als Populonia behorend tot de gemeente Piombino.